# Articulation intervertébrale
Les articulations intervertébrales sont les articulations entre les vertèbres. 

## Description
Les articulations intervertébrales ont la même structure de la deuxième vertèbre cervicale à la première vertèbre sacrée. Elles sont constituées de trois articulations : 
- une symphyse intervertébrale ;
- deux articulations zyapophysaires.

L'articulation entre les deux premières vertèbres cervicales est particulière : l'articulation atlanto-axoïdienne. Elle est constituée de trois articulations : 
- une articulation atlanto-axoïdienne médiane ;
- deux articulations atlanto-axoïdiennes latérales.